# Moriz Schlachter

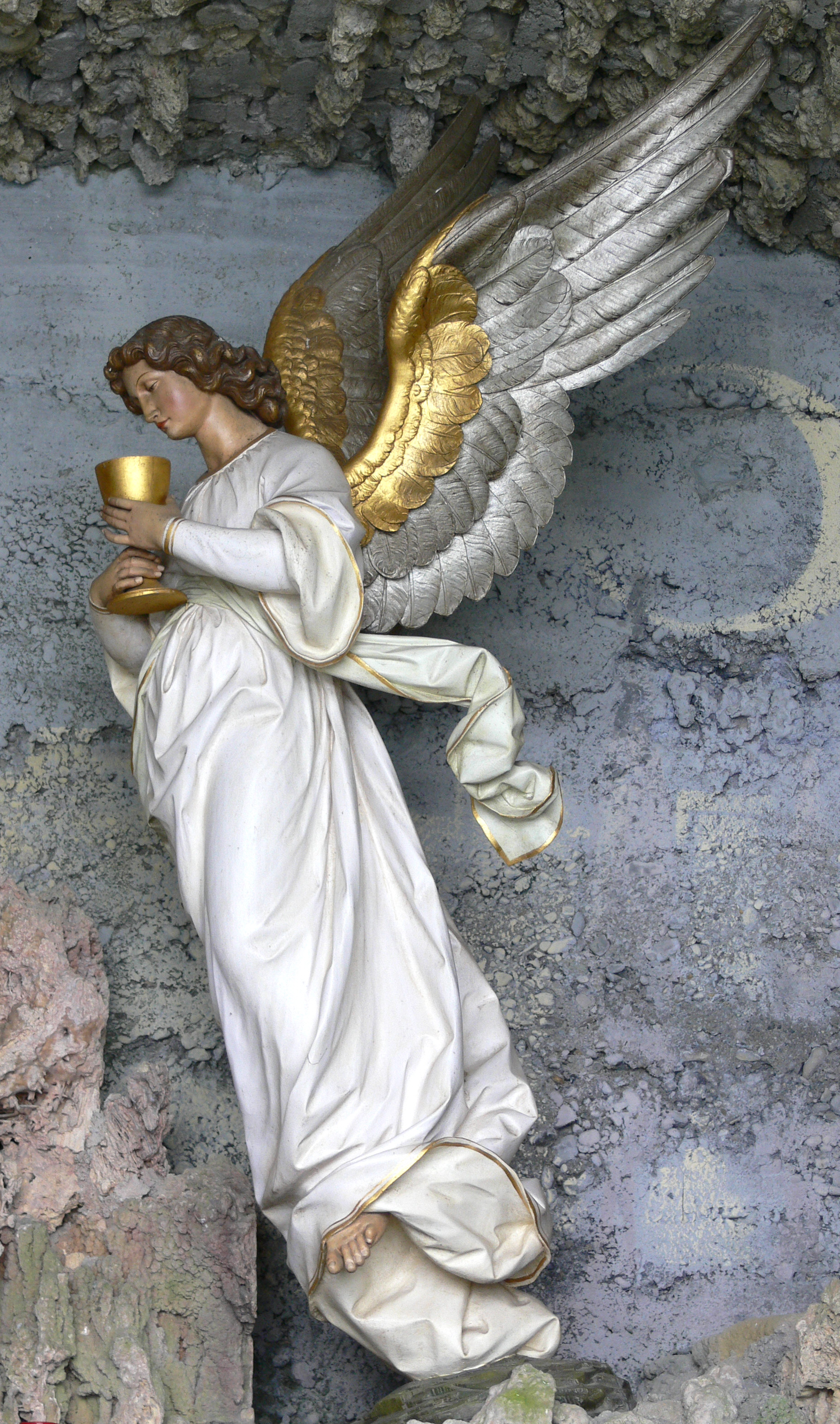
Engel, Detail der Ölberggruppe in Wolketsweiler, 1898

Moriz Richard Schlachter (* 18. März 1852 in Ravensburg; † 13. August 1931 in Ravensburg) war ein deutscher Holzbildhauer und Kirchenausstatter, der vor allem im südlichen Oberschwaben und in Vorarlberg tätig war.

## Leben

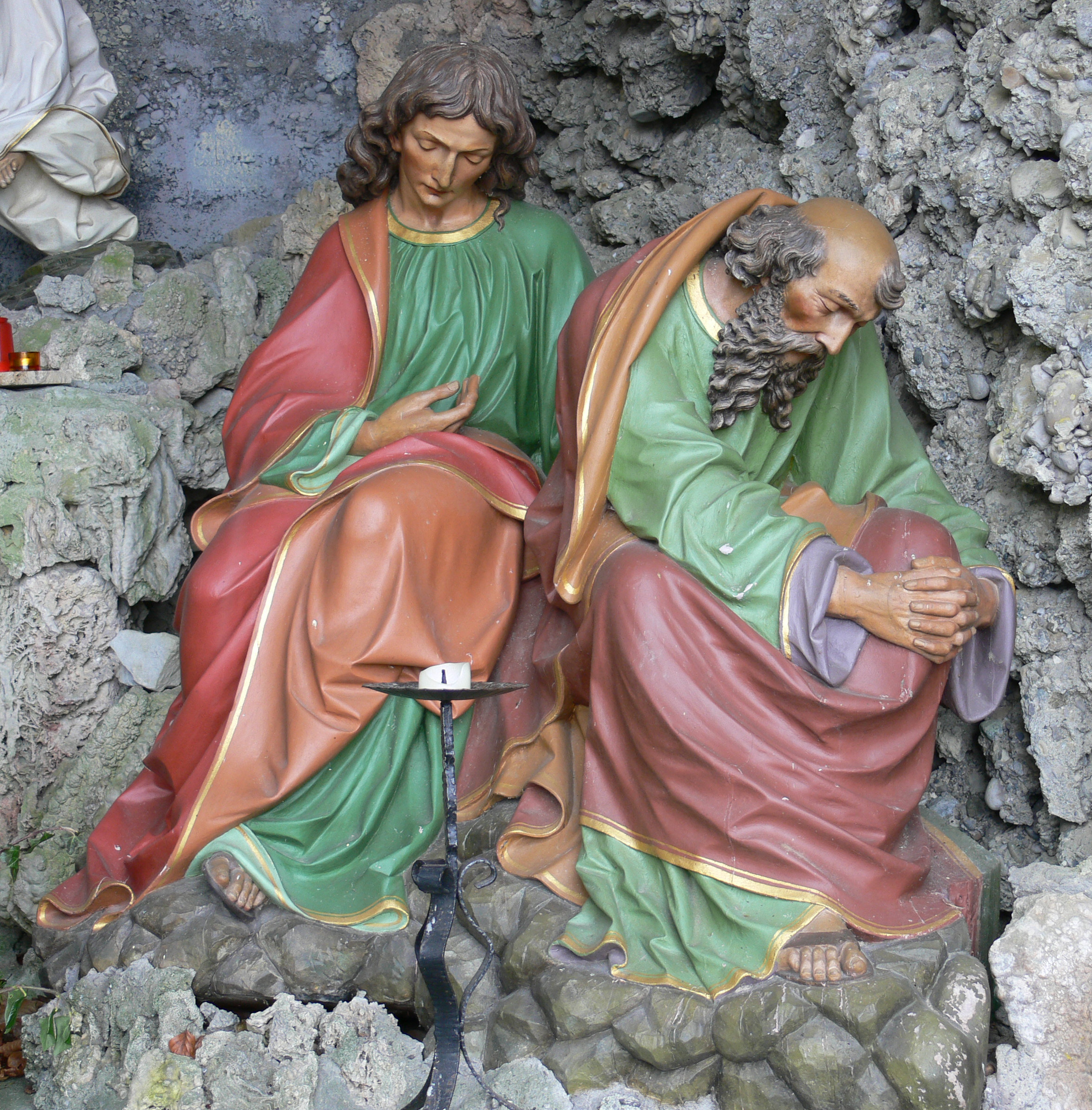
Wolketsweiler Ölberg Detail rechts

Schlachter wuchs in der Ravensburger Vorstadt Schornreute als Sohn eines Webers und späteren Wirts auf. Er machte eine Lehre bei Theodor Schnell d. Ä., der Ravensburg mit seiner 1863 gegründeten Werkstätte bereits als Standort für kirchliche Kunst bekannt gemacht hatte. Nach seiner Lehre studierte Schlachter ab 14. Oktober 1875 an der Akademie der Bildenden Künste München. 1883 meldete er in München ein Bildhaueratelier als Gewerbe an, kehrte jedoch nach dem Tod seines Bruders noch im selben Jahr nach Ravensburg zurück. Dort war er zunächst einige Jahre lang in dessen Bierwirtschaft als Wirt tätig.
1888 heiratete er und gründete in Ravensburg ein „Atelier für christliche Kunst“. Sein erster größerer Auftrag war die Ausstattung der Pfarrkirche St. Christina in Ravensburg. Der dortige Pfarrer Heinrich Detzel war von Schlachters Werk angetan und war als Vorstand des Kunstvereins der Diözese Rottenburg (ab 1894) und Herausgeber des „Archivs für Christliche Kunst“ auch über Ravensburg hinaus einflussreich. 1890 besuchten Mitglieder dieses Kunstvereins St. Christina, was Schlachter schnell überregional bekannt machte. Ebenfalls 1890 zog er in ein eigenes Ateliergebäude in der Krummen Gasse in Ravensburg ein. In der Folge schuf er viele Altäre und andere Werke aus allen Bereichen der christlichen Bildhauerei für Kirchen in Oberschwaben, im restlichen Württemberg und in Vorarlberg (Österreich).
Um 1897 stattete Schlachters Werkstatt in Zusammenarbeit mit dem Ravensburger Atelier Schnell und dem aus Oberzell bei Ravensburg stammenden christlichen Maler Gebhard Fugel die ab 1891 von Joseph Cades in neugotischem Stil umgebaute Liebfrauenkirche in Ravensburg aus. Schlachter führte dabei den Hochaltar nach einem Entwurf von Cades sowie zwei Seitenaltäre aus.
Von 1906 bis 1920 war Schlachter für die katholische Zentrumspartei Mitglied des Ravensburger Gemeinderats.
Sein Geschäft lief ab etwa 1910 angesichts mangelnder Nachfrage seitens der Kirchengemeinden und der stets wachsenden Konkurrenz unter anderem durch Schnells Sohn Theodor Schnell d. J. und den Vorarlberger Altarbauer Fidelis Rudhart eher schleppend. Als letzte Werke schuf er 1915 die Weihnachtskrippe der Ravensburger Liebfrauenkirche und führte einen monumentalen neubarocken Altar für die Stadtpfarrkirche in Ehingen aus, bevor er sich in den Ruhestand zurückzog.
Schlachters Werkstatt wurde zunächst von seinen beiden Söhnen, einem Bildhauermeister und einem Malermeister, fortgeführt. Die künstlerische Arbeit konnte jedoch seit den 1920er Jahren nicht mehr wirtschaftlich erfolgreich betrieben werden, die Werkstatt wurde immer mehr zum reinen Handwerksbetrieb.
1931 starb Moriz Schlachter im Alter von 79 Jahren nach kurzer Krankheit.

## Werk

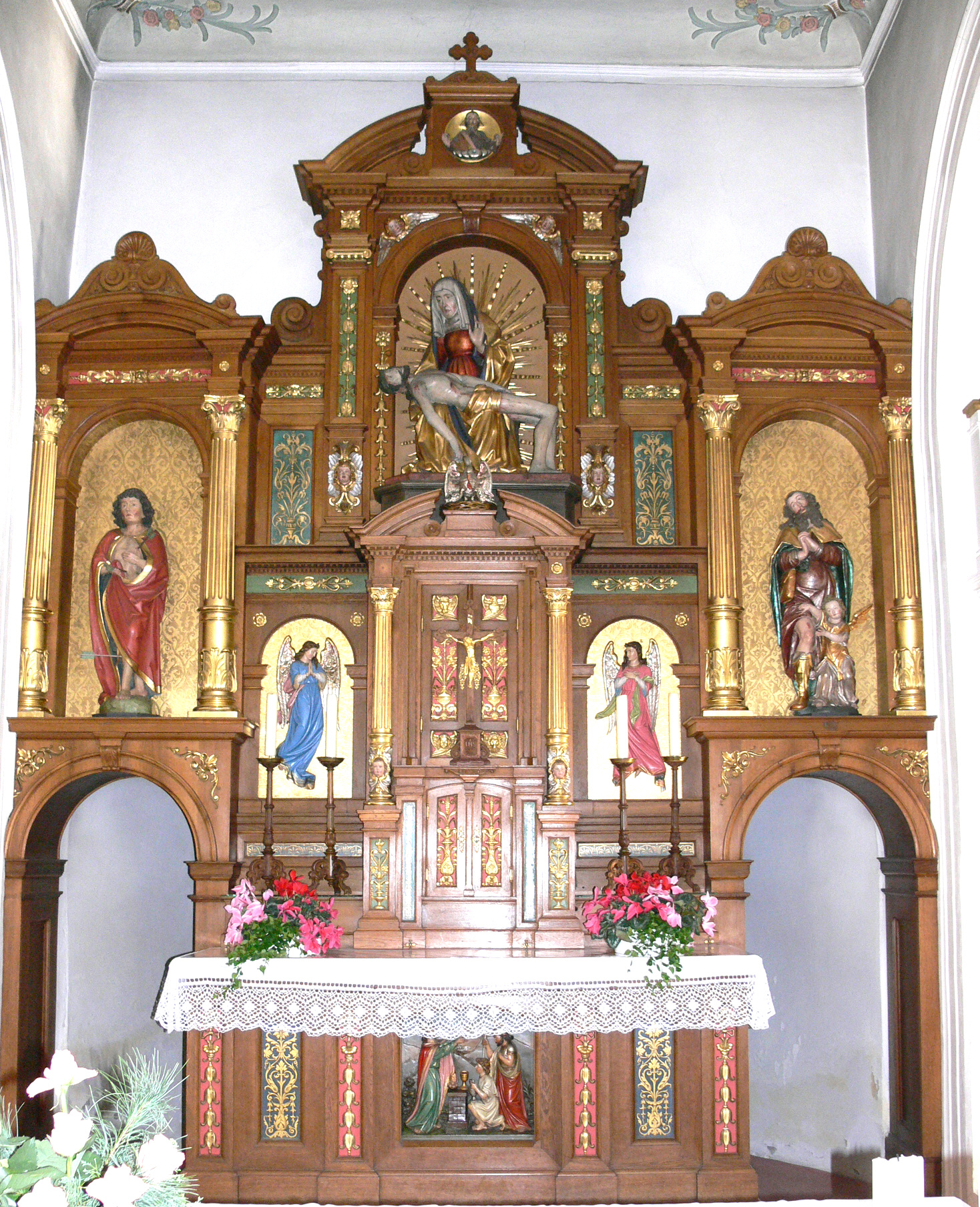
Neorenaissance-Hochaltar der Pfarrkirche St. Gangolf, Wolpertswende, 1891

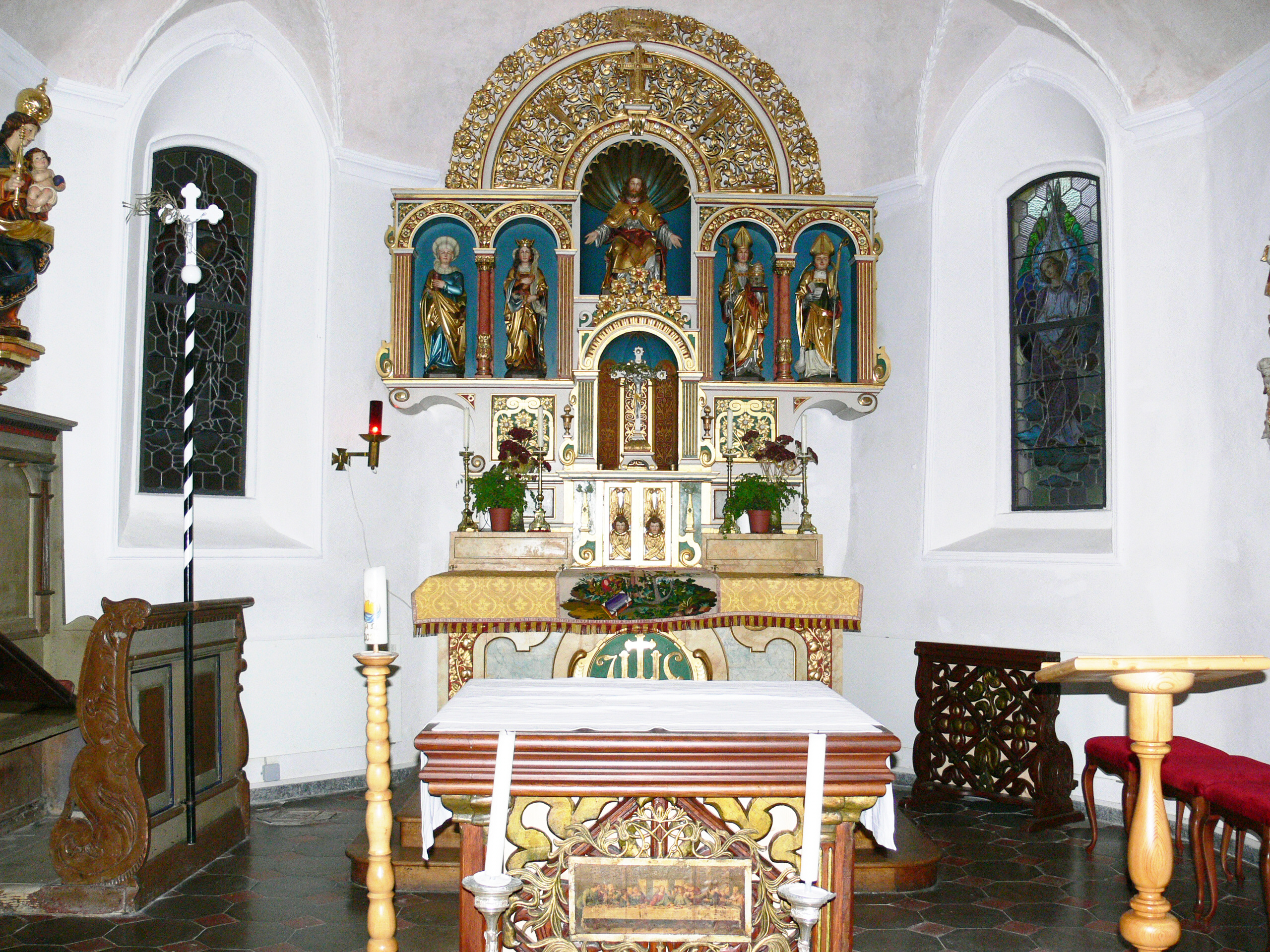
Neuromanischer Hochaltar der Kuratiekirche St. Maria Magdalena, Gargellen, 1906

Schlachters Werk umfasst Altäre, Kanzeln, Reliefs, Ölberggruppen, Grabmäler und viele Einzelfiguren.
Schlachters Arbeiten zeigen alle bedeutenden Stile des Historismus. Besonders häufig sind Altäre im Stil der Neurenaissance, die oftmals Altäre des im 19. Jahrhundert zunächst völlig außer Mode gekommenen Barocks ersetzten. Auf die ansonsten vorherrschende Neugotik griff Schlachter nur für Ausstattungen gotischer und neugotischer Kirchen zurück. Auch Werke der Neuromanik und – im Spätwerk – des Neubarock finden sich in seinem Werk.
Schlachter blieb in seinen Werken fast durchweg einem konservativen, strenghistoristischen Stil treu. Er war historischen Vorbildern deutlich stärker verhaftet als etwa sein Konkurrent Schnell d. J., der ab etwa 1900 Elemente des Jugendstils bis hin zum Expressionismus in seine Formensprache aufnahm und somit einen ganz eigenen Stil schuf.

## Rezeption
Als seit den 1920er Jahren – vor allem aber in den 1950er bis 1970er Jahren – in Oberschwaben wie in ganz Deutschland Ausstattungsstücke des Historismus bei Kirchenrenovierungen leichthin als völlig wertlos entsorgt wurden, wurden viele von Schlachters Altären ohne Not zerstört und oftmals vorher nicht einmal fotografisch dokumentiert. In seiner Heimatstadt Ravensburg und Umgebung sowie insbesondere in Vorarlberg sind jedoch einige von Schlachters Werken erhalten.
Erst seit den 1990er Jahren wurde die historistische Holzschnitzkunst und damit auch das Werk der Ravensburger Werkstätten Schnell und Schlachter zunehmend neu bewertet und ihr künstlerischer Wert erkannt. In mehreren Zeitschriften- und Zeitungsartikeln befasste sich insbesondere der Historiker Ralf Reiter mit Schlachters Werk. Angesichts des neuen Bewusstseins um den denkmalpflegerischen Wert der historistischen Kirchenausstattungen kann der Erhalt von Schlachters verbliebenen Werken heute als gesichert gelten.

## Werke

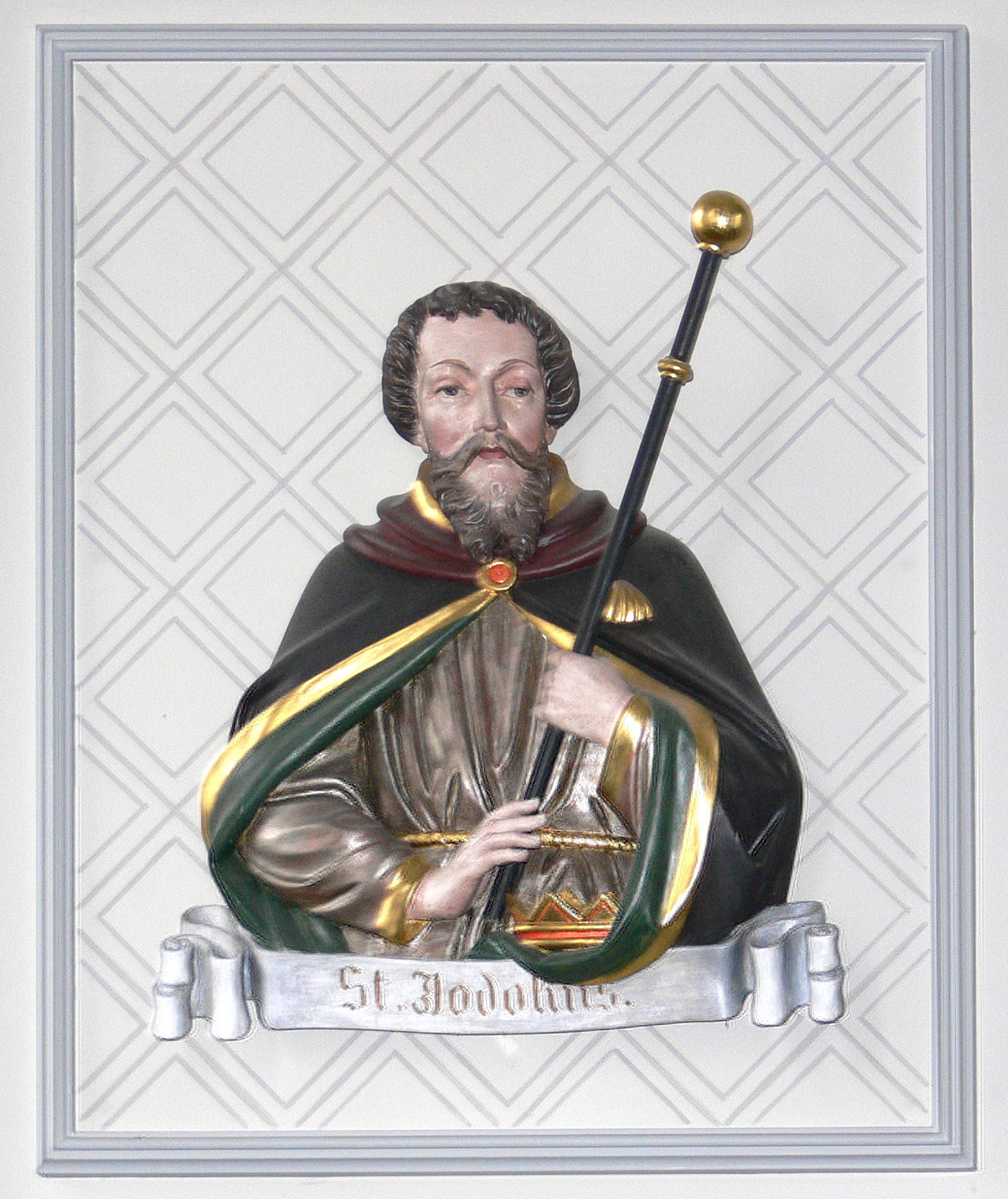
Hl. Jodokus, Pfarrkirche St. Christina, Ravensburg

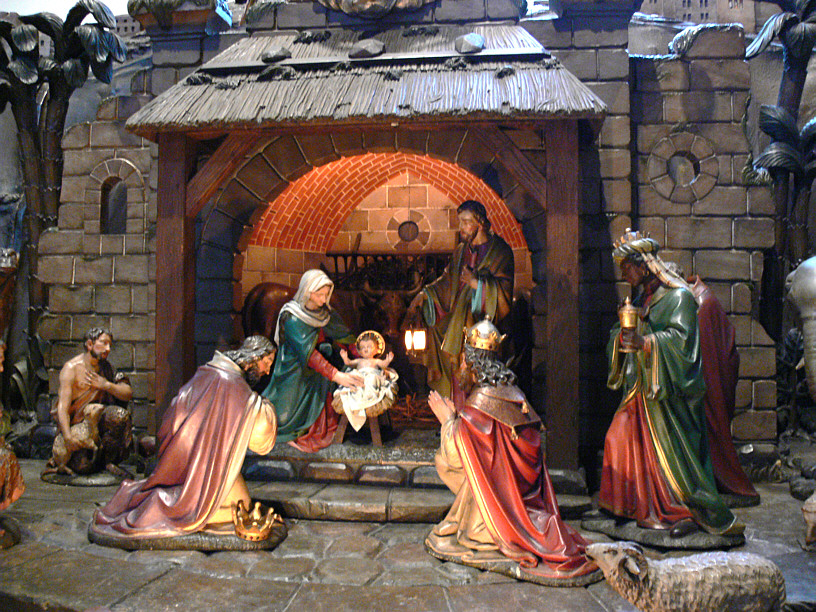
Krippe der Liebfrauenkirche, Ravensburg, 1915

- Altäre, Chorstühle, Kommunionbank, Plastiken, Kanzel. Pfarrkirche St. Christina, Ravensburg 1889 (1958 großteils entfernt, Reste der Kanzel ca. 1990 entfernt, u. a. Reliefs Hl. Petrus, Hl. Norbert, Hl. Jodokus und ehemalige Altarfigur St. Christina noch vorhanden)
- Altäre, Ausstattung. Pfarrkirche St. Gangolf, Wolpertswende, 1891 (erhalten)
- Altäre, Ausstattung. Pfarrkirche Unserer lieben Frau, Mariabrunn bei Eriskirch, 1892 (1955 ersetzt)
- Kanzel mit Evangelisten und Christusfigur. Pfarrkirche Egg in Vorarlberg, 1893 (erhalten)
- Seitenaltäre. Pfarrkirche, Riezlern, 1894 (erhalten)
- Ausstattung. Pfarrkirche St. Nikolaus, Berg bei Friedrichshafen, 1894–1897 (1970 abgebrochen, Figuren erhalten)
- Kanzel. Pfarrkirche Silbertal, St. Nikolaus, Silbertal, 1895 (erhalten)
- Kirchenväter. (vier lebensgroße Statuen) und Herz-Jesu-Statue. Pfarrkirche St. Jodok, Schruns, 1896
- Hochaltar, Seitenaltäre, Ausstattung. Pfarrkirche St. Walburga und Ottilie, Gornhofen bei Ravensburg, ab 1896 (1967 entfernt)
- Hochaltar mit Kreuzigungsgruppe. St. Vitus, Fischbach, 1897 (erhalten)
- Ausführung des Hochaltars. (nach Entwurf von Joseph Cades); Liebfrauenkirche, Ravensburg, 1897 (1958 entfernt)
- Seitenaltäre. für eine neue Kapelle; Liebfrauenkirche, Ravensburg, 1897 (1958 entfernt)
- Hochaltar. (mit Figuren von Franz Schmalzl); Pfarrkirche Lauterach hl. Georg, 1898 (erhalten)
- Gnadenaltar. Pfarrkirche Unsere liebe Frau Maria Geburt, Tschagguns, 1901 (1958 ersetzt)
- Ölberggruppe (Steinrelief). Südportal, Pfarrkirche St. Jodok, Ravensburg, 1904 (erhalten)
- Hochaltar. Kuratiekirche St. Maria Magdalena in Gargellen, 1906 (erhalten)
- Hochaltar und Seitenaltäre. Pfarrkirche St. Sebastian, Schwarzach, 1906 (erhalten)
- Seitenaltäre. Pfarrkirche St. Jodok, Schruns, 1910 (erhalten)
- Kreuzwegrahmen. Pfarrkirche St. Sebastian, Schwarzach, 1911 (erhalten)
- Weihnachtskrippe. Liebfrauenkirche, Ravensburg, 1915 (erhalten, wird dort jährlich zur Weihnachtszeit aufgestellt)
- Hochaltar. (nach Entwurf von Fritz Fuchsenberger); Stadtpfarrkirche St. Blasius, Ehingen (erhalten)
- Muttergottes. (1886), Ölberggruppe. (1898), Ecce Homo. (1905); Andachtsstätte am Föhrenbühl, Horgenzell-Wolketsweiler (erhalten, 1991–1993 restauriert)
- Kopie der Kreuzigungsgruppe. des 17. Jhdt. am Kreuzbrunnen; Ravensburg (erhalten)
- Grabmäler. Hauptfriedhof, Ravensburg (erhalten)
- Weihnachtskrippe, Pfarr- und Wallfahrtskirche Reute, um 1900 (teilweise erhalten)
- 14 Kreuzwegstationen-Einrahmungen. (1889) Bildnisse von M. Jacob aus Ravensburg, Pfarr- und Wallfahrtskirche St. Peter und Paul, Reute